# ZNS-1
ZNS-1 è una stazione radio operante nelle Bahamas, dove trasmette con il nome di Radio Bahamas, con sede a Nassau. Di proprietà della statale Broadcasting Corporation of The Bahamas, la stazione trasmette sulla frequenza AM 1540 kHz e sulla frequenza FM 104,5 MHz programmi di informazione ed approfondimento sotto il nome di "Radio Bahamas" ed è la più vecchia del paese. La trasmissione in AM è posta all'interno della "Class A" secondo il NARBA (North American Regional Broadcasting Agreement) e il suo segnale notturno può essere ricevuto in tutte le Bahamas, nella maggior parte di Cuba e nella Florida sudorientale.

## Storia
La Broadcasting Corporation of The Bahamas (BCB) fu creata nel 1937 come servizio di trasmissione radiofonica statale, con lo scopo primario di diffondere avvisi di uragano a tutte le isole delle Bahamas il prima possibile. In quell'occasione fu scelto come indicativo di chiamata l'acronimo ZNS (da "Zephyr Nassau Sunshine) e la prima trasmissione si tenne il 12 maggio 1937, in occasione dell'incoronazione di re Giorgio VI del Regno Unito.
In origine, ZNS trasmetteva solo per due ore al giorno, utilizzando un trasmettitore da 500 watt e la programmazione includeva notizie internazionali, fornite dalla BBC, notizie locali e registrazioni musicali, anch'esse fornite dalla BBC.
Tutta la programmazione dal 1937 al 1950 fu trasmessa su base non commerciale dal governo coloniale, tuttavia, agli inizi degli anni 1950 la stazione iniziò a trasmettere anche spot pubblicitari e da allora in poi la stazione ha funzionato come stazione di proprietà del governo ma finanziata commercialmente.
A partire dal 1959, ZNS-1 trasmette dai suoi locali del quartiere di Centreville, a Nassau, e la programmazione spazia dai notiziari, alla musica, ai programmi di carattere culturale.